# Rivière du Grand Portage
Rivière du Grand Portage är ett vattendrag i Kanada.   Det ligger i provinsen Québec, i den östra delen av landet, 400 km norr om huvudstaden Ottawa.
I omgivningarna runt Rivière du Grand Portage växer i huvudsak blandskog. Trakten runt Rivière du Grand Portage är nära nog obefolkad, med mindre än två invånare per kvadratkilometer.